# 果樹學

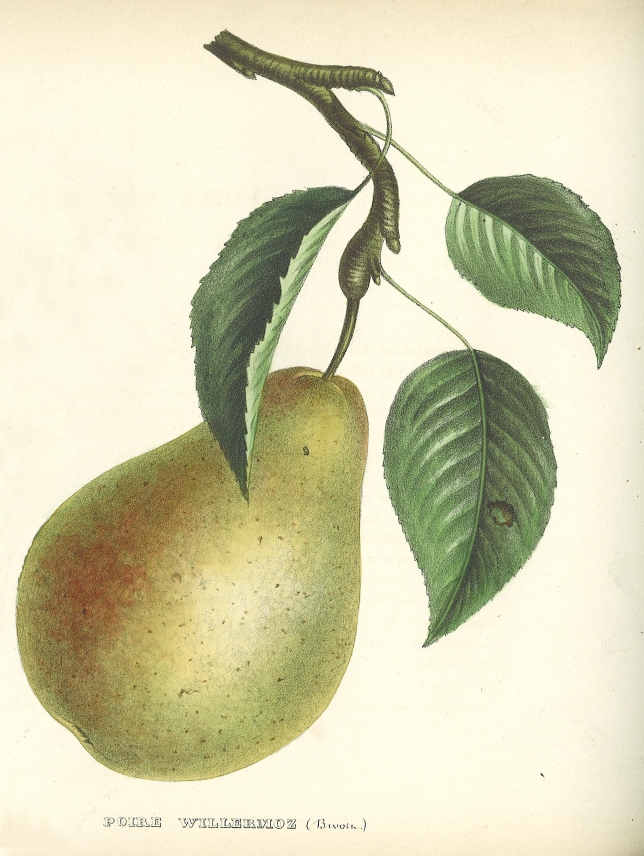
亞歷山大·比沃特繪製的梨插圖

果樹學，又稱果樹園藝學（英語：Pomology），顧名思義就是來自拉丁文pomum與-logy的合稱，可投入研究與栽培水果，是植物學的分支。水果栽植的定義來自罗曼语族（英語：Fruticulture，來自拉丁文fructus  及cultura的合稱）也被使用過。
果樹學的研究主因是果樹的發育、增強、栽培與生理學考察，而果樹的改善包含了水果的質感增強、生產期控管、降低生產成本。有參與果樹學的研究者被稱為果樹學家（英語：Pomologist）。

## 發展概況
果樹學在幾個世紀以來一直都是很重要的研究領域。

### 美國
19世紀中期的美國，農夫們正在擴大果園計畫來響應持續成長的市場，同時來自於美国农业部的園藝學家與農業學院揭開由外國探險隊帶到美國的新品種，並且這些水果進行批次實驗。1886年美國農業部創立了果農學分部，並且創始者亨利·范德曼（英語：Henry E. Van Deman）成為首席果樹學家。分工的重點是發布新品種的插圖紀錄，並傳播研究時發現水果成長與培育的特刊和年度報告。安德魯杰克遜·唐寧（英語：Andrew Jackson Downing）與他的哥哥查爾斯在職期間，對於果樹學和園藝學的表現突出，還發行了《美國的水果與果樹（1845）》的書籍。在美國農業部出現關於果樹的石版印刷，像是「果樹學家報告」和「農業年鑑」等等。在美國國家農業圖書館大約有7700幅水彩畫納入館藏，畫中包含了園藝家、歷史學家、藝術家和出版社等等提供給研究人員關於果樹學的主要歷史和植物資源。

### 日本
在明治時代的日本，藤井徹基於傳統農業，引進歐洲和美國的果樹學和園藝學。藤井徹寫著共8本的《果樹栽培法》，其中採用了梨果，核果，貝殼果（水果和蔬菜）和水果的四組分類方法。
日本農研機構農業技術革新工學研究中心（英語：Institute of Agricultural Machinery,縮寫：IAM）為促進農業機械化，發展相關果樹的輔助機械以降低人工需求，主要研發成果項目包含了果園防飄散農藥噴藥車（主要對於果樹以鼓風式進行藥劑撒布）、高機動型果樹高空作業車（主要用於高處修剪及收穫等作業）以及手臂作業輔助器具（主要用於果樹的整型、疏果、套袋等作業）等工具。

### 中國
20世紀初期，一批奠基性人物包括吳耕民、孫雲蔚、曲澤洲等人陸續將國外的果樹學理論和技術引入中國，與國內的其他同仁一起，推動了中國早期果樹學的研究，開啟了果樹遺傳育種、果樹生理學、果樹營養學等現代果樹的研究領域。
1940年起開始針對中國果樹學領域的研究生進行人才培育。之後因文化大革命停止了10年，於改革開放後繼續執行。果樹產量從1952年的244萬噸，增加到1980年的679萬噸，果樹經改良後產量斐然。2008年，國家農業部和財政部建立了現代農業產業技術體系，包括150多名崗位科學家和150個綜合試驗站，國家每年投入近2億元體系經費用於支持果樹學領域研究與技術試驗示範。

### 菲律賓
菲律賓群島目前有種植的果樹有香蕉、鳳梨和芒果等。香蕉是菲律賓產量與栽培面積最大的果樹，從2008年至2013年期間香蕉面積的平均年成長率0.93%，於2013年主要銷往日本、中國、韓國等國家；鳳梨大多集中在部分省份進行生產，於小規模農場生產後直接送往當地市場，最高產季在 4~6 月，對於鳳梨的外銷形式以鮮食及加工食品為主，2008-2013 年外銷平均年成長率11.33%，主要外銷市場為日本；芒果在菲律賓的每一處都可以生產的果樹，尤其在乾濕季分明的地區生產率會提升，芒果的外銷以鮮果、乾果及果汁形式為主，於2013年主要的出口國家為日本、香港及韓國。

## 外部連結
- 果樹學網站 — 關於水果種植和生產的資訊。
- 美國社會果樹學 — 南美洲較為古老的水果種植方式。
- 德國社會果樹學 （页面存档备份，存于）